# كارل بيكر (عسكري)
كارل بيكر (بالألمانية: Carl Becker)‏ هو عسكري ألماني، ولد في 16 يناير 1895 في فارل في ألمانيا، وتوفي في 24 مارس 1966 في هايدلبرغ في ألمانيا.